# Denning (New York)
Pour les articles homonymes, voir Denning.
Denning est une ville du comté d'Ulster, dans l'État de New York, aux États-Unis,. En 2010, elle compte une population de 551 habitants.

## Démographie
Lors du recensement de 2010, la ville comptait une population de 551 habitants, tandis qu'en 2019, elle est estimée à 540 habitants.